# Évaluation économique de la biodiversité
Plusieurs tentatives d’évaluation économique de la biodiversité sont en cours depuis le début du XXIe siècle, à la suite notamment de l'évaluation des écosystèmes pour le millénaire.

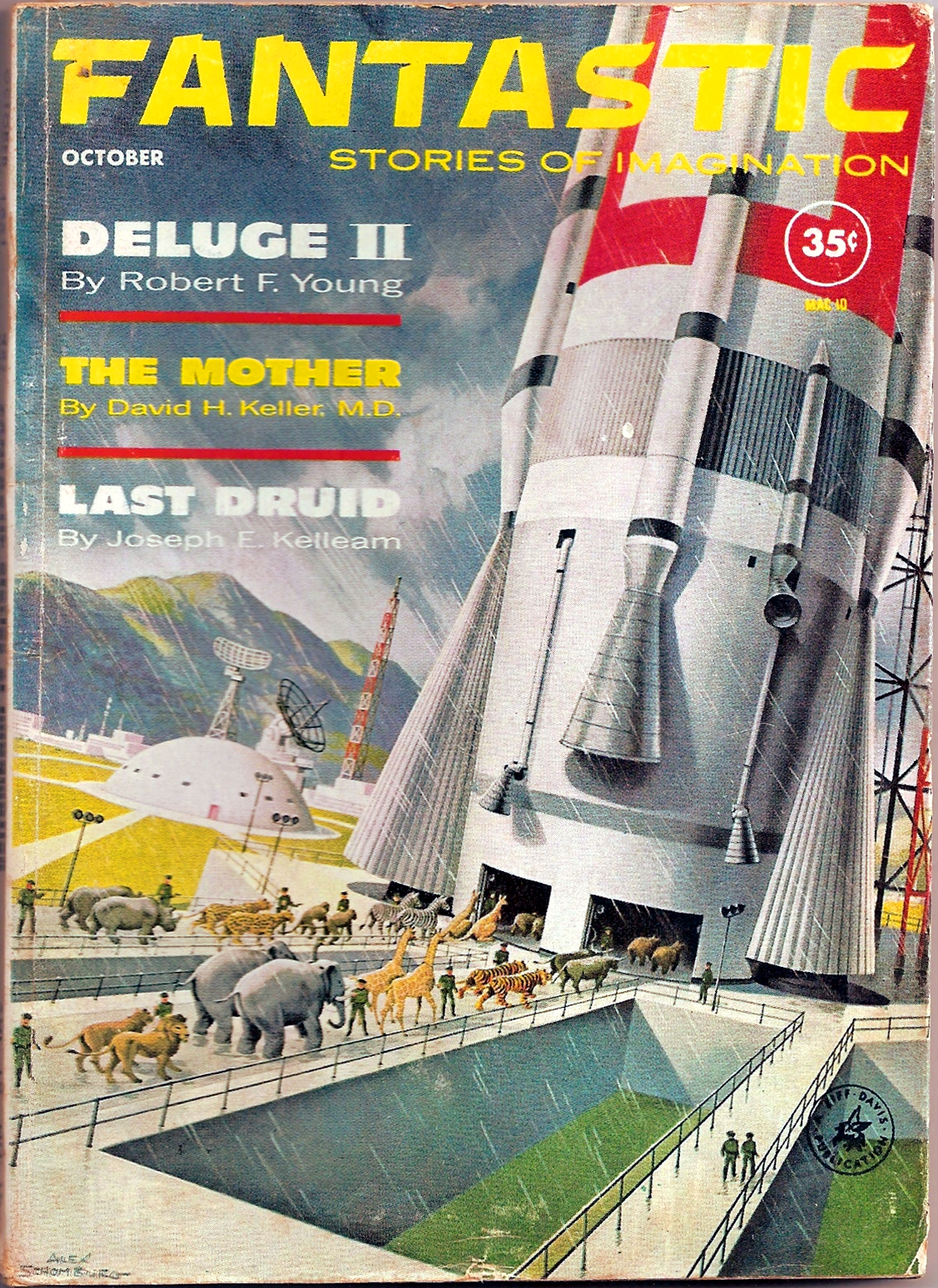
Cette couverture du magazine Fantastic d'octobre 1961 illustre une nouvelle de l'écrivain Robert Franklin Young ; Déluge II réactive le mythe de l'arche de Noé pendant l'ère de la conquête spatiale : préserver la biodiversité vaudrait-il de développer un programme spatial si les conditions de vie sur Terre sont atteintes ?

## Enjeux
Ces approches consistent généralement d'une part à définir les valeurs attachées à la biodiversité, et d'autre part porte sur les techniques disponibles pour mesurer les valeurs des services écologiques, dont leur valeur économique.
Certaines ont un volet prospectif nécessitant d'utiliser des scénarios d'évolution de la biodiversité (par exemple en France, le Commissariat général au développement durable (la veille de la mission prospective) a publié un document Horizons 2030-2050 intitulé « Quels scénarios réalistes pour préserver la biodiversité d'ici à 2030 » .
Elles s'inscrivent dans une perspective de monétarisation de la nature et d'éléments environnementaux (temps, bruit, pollution, aménités, etc.).

Selon le Rapport dit « rapport Chevassus » (du nom de son premier auteur Bernard Chevassus-au-Louis), un des enjeux de cette monétarisation est de changer la perception que nous avons de la biodiversité ; souvent limitée « à quelques espèces emblématiques de faune ou de flore » ; « Il est crucial de restituer cette biodiversité sous l’angle de son omniprésence  comme fondement de la vie et de ses multiples interactions avec les sociétés humaines, que ce soit comme support à l’alimentation, aux médicaments, aux grands processus biogéochimiques, à l’industrie chimique, ou encore à l’inspiration créative. L’accent est donc mis sur ces multiples biens et services dont nos sociétés humaines tirent bénéfice, en s’appuyant sur quelques exemples d’enjeux émergents et en insistant sur le fait que ces services seront sans doute encore plus importants à l’avenir qu’aujourd’hui. »
Elle s'inscrivent aussi dans l'initiative (2009) « l’Économie des écosystèmes et de la biodiversité » (TEEB) elle-même appuyant la révision du système
des Nations unies de comptabilité nationale, ou encore sur « l’Initiative pour une économie verte », avec un objectif sous-tendu ou annoncé de verdir la fiscalité, associer des critères d'écoéligibilité aux subventions publiques pour limiter leurs effets négatifs sur la biodiversité.
Certains (vision plutôt libérale) imaginent aussi qu'un mécanisme de paiement pour les services écosystémiques ou encore l’intégration de la biodiversité dans la comptabilité des entreprises permettrait, en donnant une valeur monétaire à la biodiversité de la mieux faire respecter. D'autres estiment qu'un effet pervers pourrait alors être une dérive vers la marchandisation du vivant et des services écosystémiques (sur le modèle du marché du carbone) ainsi qu'à la financiarisation de la nature.

## Limites
Toute mesure précise du prix de la nature ou de la valeur de la totalité des services rendus par le Vivant et sa diversité au niveau global est impossible.
Et dans le domaine de la biodiversité, « la possibilité même de « substituabilité » avec d’autres biens semble a priori exclue » souligne le rapport Chevassus , ce qui rend la monétarisation d'un service écosystémique particulièrement délicate. Un des objectifs du rapport Chevassus-au-Louis était d'ailleurs « Dresser un bilan des connaissances scientifiques sur le thème de la monétarisation des services rendus par les écosystèmes et de la valeur de la biodiversité »
Ainsi, l'évaluation des services rendus à l'homme par la biodiversité estimée par le professeur américain Robert Costanza à 33 000 milliards $ en 1997 soit 1 à 3 fois la valeur du PIB mondial, repose sur un flou méthodologique.
En théorie, à une échelle beaucoup plus réduite, sur une zone humide ou un bassin versant par exemple, on peut arriver à quantifier certains services rendus par ces écosystèmes, à condition de les avoir préalablement bien définis. Il faut dans ce cas aussi tenir compte du contexte, car un même service quantifié (par exemple épuration d'un litre d'eau par une zone humide) aura une valeur économique très différente selon le lieu où il est produit (par exemple selon qu'il est rendu au cœur de l'Amazonie ou dans une oasis saharienne pour reprendre l'exemple du litre d'eau).

## Type d'évaluation
L'évaluation peut porter :
- sur un aspect ou compartiment particulier de l'environnement, par exemple la forêt[7]
- sur l'évaluation des services écosystémiques en général, au niveau planétaire ou pour un territoire donné ou pour une population donnée ; 
À titre d'exemple, de 1 350 à 3 100 milliards d'euros seraient perdus par an à cause de l'érosion de la biodiversité, selon une étude présentée le 29 mai 2008 à la conférence de l'ONU à Bonn[8].

## Objectif sous-jacent aux évaluations
Ces évaluations partent de l'hypothèse que donner un prix à la biodiversité, sur la base de méthodes partagées, devrait permettre d'encourager sa meilleure prise en compte comme « capital naturel », et d'aussi donner un coût négatif aux phénomènes de destruction ou de surexploitation de milieux, de ressources et d'espèces vivantes. Du point de vue de l'économiste, ces évaluations pourraient aussi faciliter une meilleure hiérarchisation des enjeux et certains choix stratégiques.
La biodiversité et ses produits (par exemple notre nourriture, tout l'oxygène que nous respirons, sa contribution au cycle de l'eau et à l'entretien du climat…) sont a priori et objectivement inestimables. Et, comme elle n'a pas de prix (au sens économique du terme), certains économiste ont fait remarquer que des individus et groupes importants sont amenés à agir comme si elle n'avait pas de valeur. Les agents économiques tendent alors à ne pas prendre en compte la biodiversité dans leurs calculs, ou à la prendre en compte de manière biaisée ou incomplète ; 
Certaines décisions peuvent alors entrainer une mauvaise allocations des ressources (Exemple : destruction ou conservation peu justifiée), avec un impact négatif sur le bien-être collectif ou le bien commun, à court, moyen ou très long terme.
Les évaluations géographique mettent aussi en exergue certaines responsabilités particulières pour certaines régions et pays.
À titre d'exemple et de ce point de vue, la France apparait comme ayant une responsabilité de tout premier plan en raison du patrimoine naturel exceptionnel qu'abritent ses territoires d'outre-mer (Forêt tropicale de Guyane, écosystèmes et espèces endémiques de Nouvelle-Calédonie, Biodiversité marine de son espace maritime…), ce qui l'a fait classer parmi les 18 « pays de mégadiversité biologique »(pays abritant au moins 1 % (3 000)
des quelque 300 000 espèces de plantes vasculaires endémiques du monde.
Les évaluations économiques de ce type visent in fine à apporter des éléments d'information, d'aide et conseil, les plus objectifs possibles, sur lesquels pourront s'appuyer les décisions et comportements publics et privés, collectives et individuelles :
- de répartition et d'appropriation de la biodiversité et de richesses associées ;
- de définition des moyens financiers, outils fiscalité|fiscaux ou des écotaxes nécessaires pour financer la protection, restauration et gestion de la biodiversité

## Conditions
Évaluer économiquement la biodiversité nécessite que plusieurs conditions soient réunies :
- disposer de connaissances suffisantes et extrapolables sur l'état et l'évolution de la biodiversité, car on ne connait scientifiquement qu'une petite partie de la biodiversité, voire sur l'écopotentialité des territoires faisant l'objet de ce type d'études ;
- cerner les différents types de valeur que peut revêtir la biodiversité, et isoler celles qu'on peut traduire en valeur monétaire ou économique ;
- définir des méthodes claire et répétables susceptibles de mesurer cette biodiversité et tout ou partie des services qu'elle rend.

Actuellement, les études sectorielles concernent ;
- les produits et matériaux de l'extractivisme (dont mise en valeur et conservation des forêts tropicales où on observe de très bons retours sur investissement de leur restauration : les coûts normaux sont d'environ 3 500 euros/ha, alors que les bénéfices économiques annuels découlant des biens et services publics rendus par ces écosystèmes (allant de la séquestration du carbone à la lutte contre les inondations et contre l'érosion), seraient, « selon des estimations prudentes », de l’ordre de 7 000 euros/ha [10].)
- les organismes vivant à valeur pharmaceutiques ou pharmacochimiques
- la valeur fonctionnelle de certains organismes vivants (ex pollinisateurs, gibier, vers de terre, ressources halieutiques…) ou morts (ex : bois, tourbe)
- l'écotourisme
- le prix ou consentement à payer pour les services rendus à l'humanité, ou à un groupe par les écosystèmes de la planète

De façon générale et pour des raisons pratiques, ce qui est évalué dans ces études sont plutôt les ressources et non les fonctions écologiques plus ou moins vitales et auto-adaptatives (via les processus de l'évolution et de la sélection naturelle) que la biodiversité assure et entretient.

## Résultats
La dégradation de la biodiversité et donc des écosystèmes induit des pertes de services écosystémiques (qui étaient gratuitement rendus par les écosystèmes), ce qui se traduit par des coûts économiques largement ignorés jusque dans les années 1990.
Pour la décennie 2000-2010, La perte directe induite par la perte de services écosystémiques était estimée à environ 50 milliards d’euros par an.

Mais des estimations portent à 7 % du PIB mondial les pertes cumulées en termes de bien-être d’ici à 2050.
Un sondage de 2002, effectué auprès de 4 500 ménages a conclu que les Français étaient alors, selon eux, prêts à payer 15,20 € par foyer et par an pour maintenir la biodiversité en forêt (soit, par extrapolation 364 millions €/an ou 22,80 €/ha.
En 2008-2009, les premiers résultats d'une étude internationale sur l'économie des écosystèmes et de la biodiversité  laissent penser que l'humanité est entrée dans un processus de perte de capital environnemental qu'elle n'a jamais connu.